# Târnova (gmina)
Târnova – gmina w okręgu Caraș-Severin w Rumunii. Składa się z dwóch wsi: Bratova i Târnova. Gmina graniczy ze stolicą okręgu – Reșița.
Według spisu powszechnego z 2011 roku gminę zamieszkiwały 1731 osób, przy 1908 osobach według spisu z 2002 roku. Zdecydowaną większość z nich stanowią Rumuni (94,45%). 90,06% mieszkańców stanowią osoby wyznające prawosławie, zaś 3,35% zielonoświątkowcy.